# 和民
和民（日语：ワタミ）是日本的連鎖居酒屋及日本料理店，由渡邊美樹創立。主要出售日式料理、小食、酒類等食品。
2017年，海航集團旗下愛其原味餐飲（HMV Cultural F＆B）收購和民中國業務（上海、深圳、廣州及蘇州）60%股權。和民香港業務仍由日本和民集團全資持有。
2019年，和民国际有限公司宣佈取消合併並完成回購和民（中國地區）60%股權，中國業務100%由和民國際有限公司持有。
2020年2月5日，由於新型冠狀病毒肺炎疫情擴散導致顧客大幅減少，和民決定關閉在中國的7家直營店。
和民在香港業務包括居食屋和民、饗和民、PASTAHOLIC意粉狂熱、和亭(2018 已全線結業)、GOCHISO(已全線結業)及kitchen J (黃埔及將軍澳店已結業)。

## 圖片集

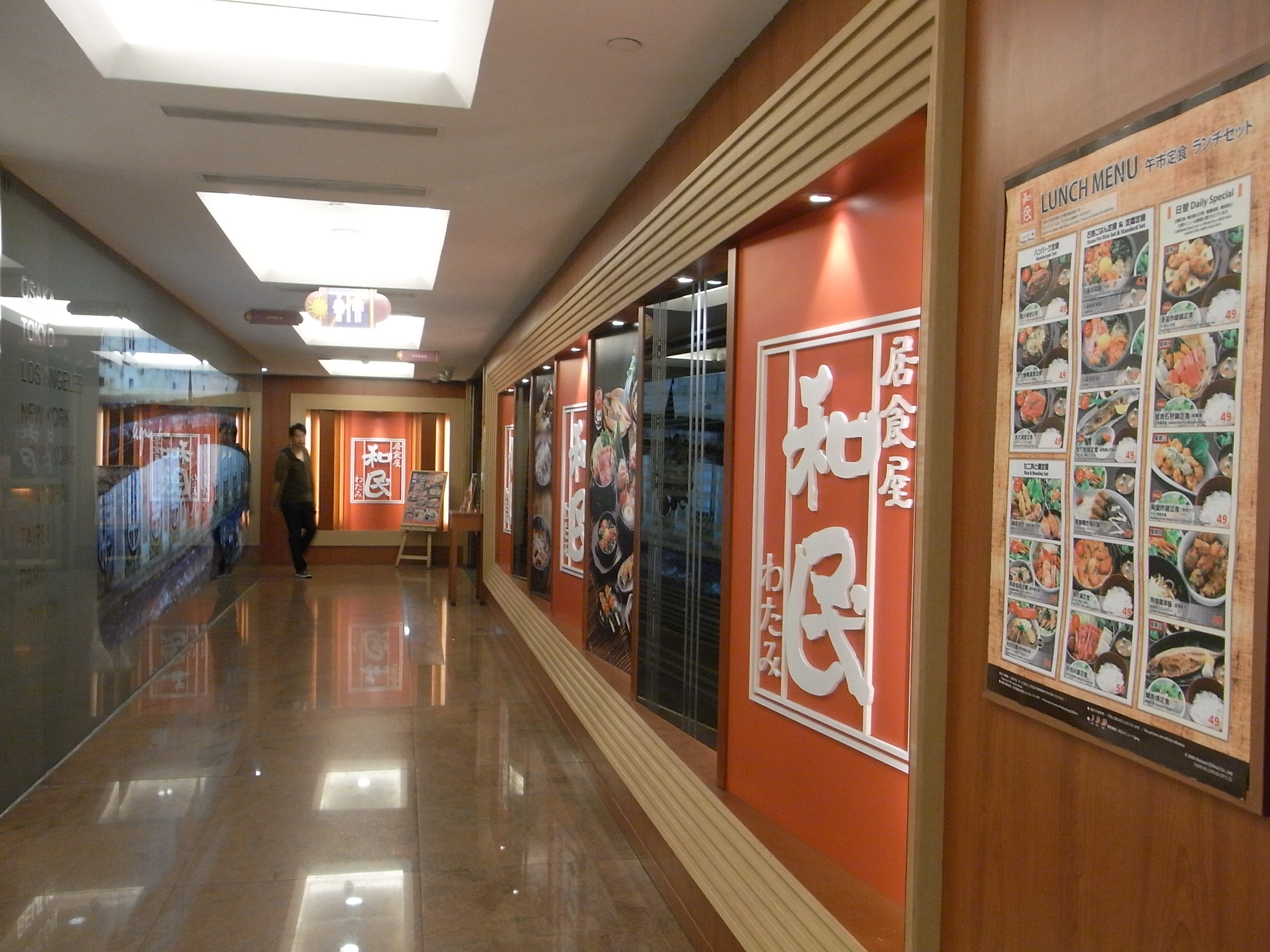
和民居食屋-九龍尖沙咀新太陽廣場總店，曾變為饗和民，現已結業。
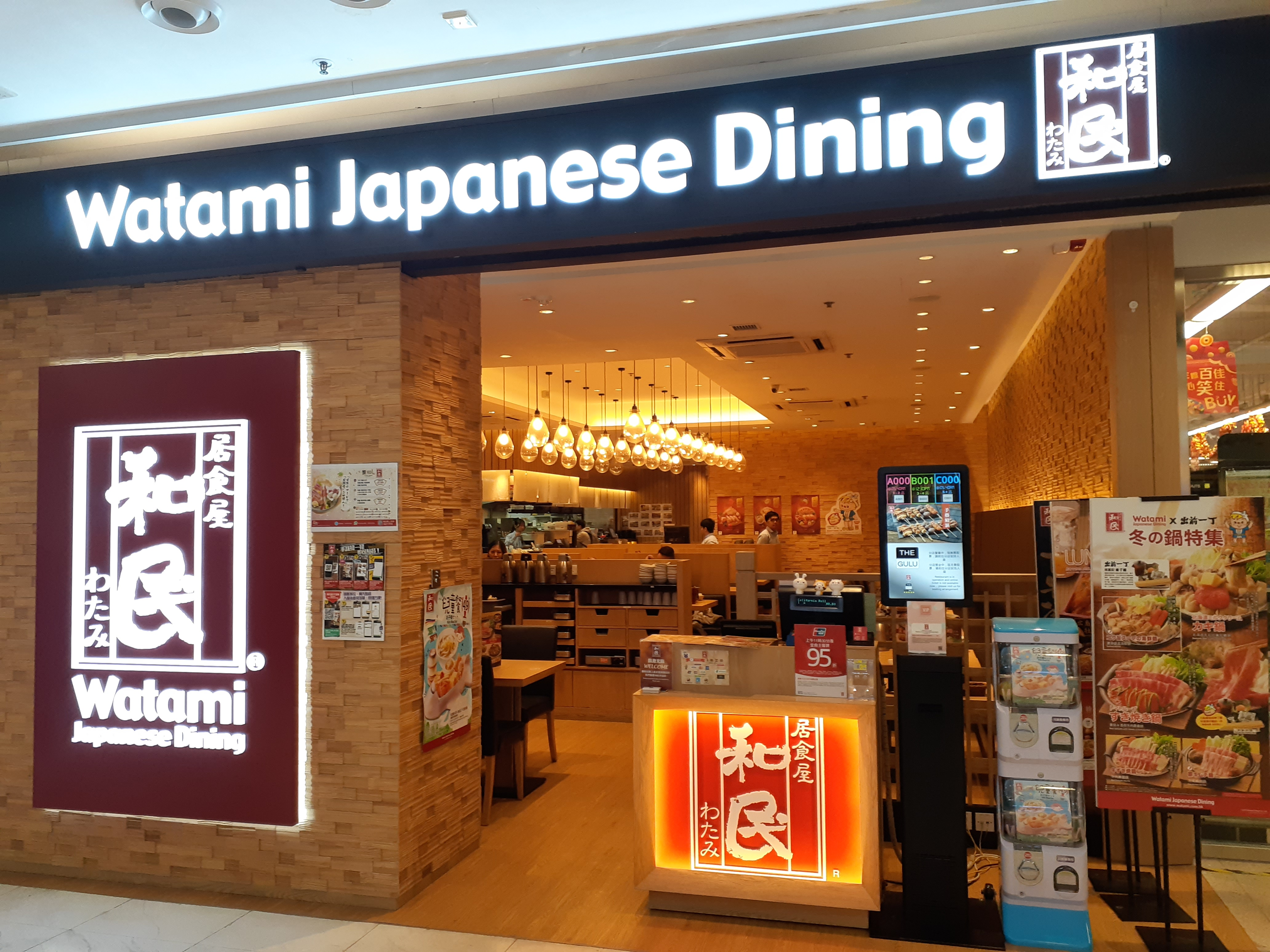
和民居食屋-九龍長沙灣宇晴軒店
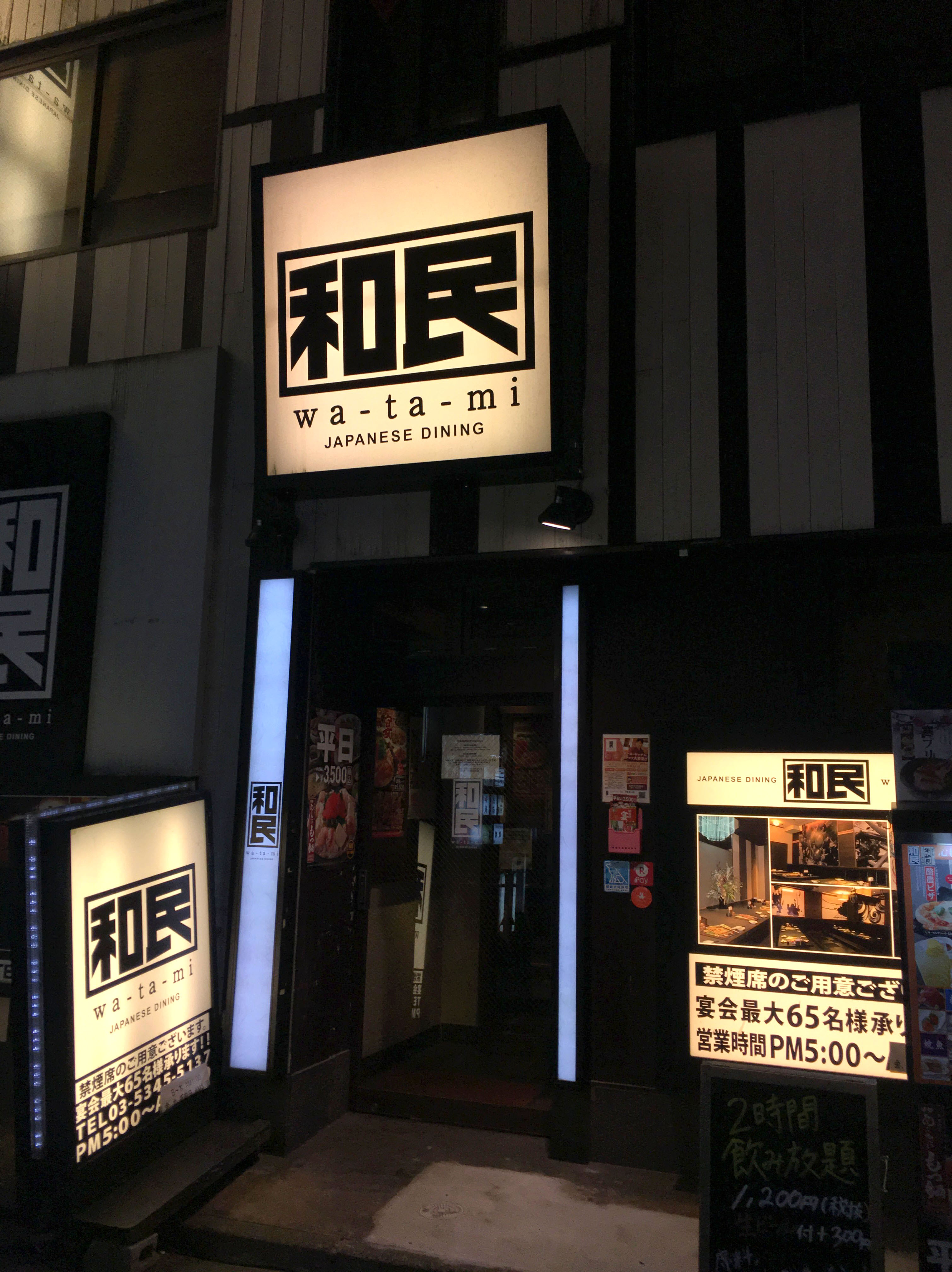
和民中野北口店（東京都中野区中野5-59-11）

## 外部連結
- ワタミ （页面存档备份，存于）
- ワタミ WATAMI的Facebook專頁
- ワタミの宅食 お料理キット的Instagram帳戶